# Elisedd ap Gwylog

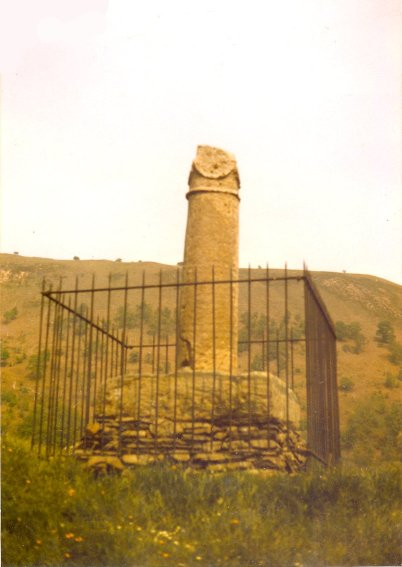
Pilar d'Eliseg, que Cyngen ap Cadell feu alçar en homenatge al seu re-besavi Elisedd ap Gwylog

Elisedd ap Gwylog (? – ca 775) va ser un rei de Powys que visqué al segle viii, descendent llunyà de Brochwel Ysgithrog.
El van succeir en el tron el seu fill Brochfael, primer, i Cadell després.
El seu renét, Cyngen ap Cadell, li feu erigir una columna en honor seu a prop de l'abadia de Valle Crucis, el Pilar d'Eliseg.